# Charles Randolph
Charles Randolph (Nashville) é um produtor e roteirista estadunidense. Tornou-se conhecido por trabalhar em filmes renomados, como The Life of David Gale (2003), The Interpreter (2005) e Love and Other Drugs (2010) e The Big Short (2015).